# ليف كوبلت
ليف كوبلت (بالإنجليزية: Leif Kobbelt) (من مواليد 12 ديسمبر 1966 في كولونيا) وهو أستاذ جامعي ألماني لعلوم الكمبيوتر، متخصص في رسومات الكمبيوتر. منذ عام 2001 وهو رئيس معهد الرسوميات الحاسوبية والوسائط المتعددة في الجامعة التقنية الراينية الفستفالية

## حياته وعمله
بعد حصوله على شهادته في عام 1992 وشهادة الدكتوراه عام 1994 في علوم الكمبيوتر من معهد كارلسروه للتكنولوجيا، عمل في جامعة ويسكونسن-ماديسون، وجامعة إرلنغن نورنبيرغ ومعهد ماكس بلانك لعلوم الكمبيوتر قبل أن ينتقل إلى RWTH Aachen. في عام 2001 قام ببناء مجموعة بحثية مشهورة عالمياً أدت في النهاية إلى تأسيس معهد الحوسبة المرئية في الجامعة التقنية الراينية الفستفالية في عام 2015.
تشمل اهتماماته البحثية إعادة الإعمار ثلاثي الأبعاد، ومعالجة الهندسة والتصنيع الرقمي، وتطبيقات الوسائط المتعددة. نشر ليف عددًا كبيرًا من الصحف في المؤتمرات والمجلات الدولية. يعمل كوبلت أيضًا كمستشار ومراجع ومحرر للشركات الدولية ومنظمات الأبحاث والمجلات.
من أجل بحثه حصل على جائزة هاينز مايير-ليبنيتز في عام 2000، جائزة إيكونوجرافكس للمساهمة الفنية البارزة لعام 2004، جائزتي غونتر إنديرلي (في عامي 1999 و 2012)، منحة متقدمة من ERC 2013 وجائزة جوتفريد فيلهلم ليبنيز في عام 2014. تم ترشيحه كزميل في جمعية Eurographics (2008) وكأستاذ متميز في الجامعة التقنية الراينية الفستفالية (2013). وفي عام 2015، أصبح عضوًا في أكاديميا يوروبا وفي عام 2016 عضوًا في أكاديمية العلوم والعلوم الإنسانية والفنون في شمال الراين - وستفاليا.
إلى جانب التدريس الجامعي، يعمل ليف كوبلت في نقل الموضوعات العلمية إلى عامة الناس.

## وصلات خارجية
- DFG Press Release, Leibniz-Preis 2014 نسخة محفوظة 24 يونيو 2017 على موقع واي باك مشين.
- Institute for Computergraphics and Multimedia at RWTH Aachen
- Visual Computing Institute at RWTH Aachen
- Members of the NRW Academy of Sciences, Humanities and the Arts[وصلة مكسورة]